# مدافن مفروشة للإيجار (فلم)
مدافن مفروشة للإيجار هو فيلم دراما مصري من إخراج علي عبد الخالق وبطولة نجلاء فتحي، محمود ياسين، حسن الإمام، نجاح الموجي وعبد الله فرغلي.صدر الفيلم في 17 نوفمبر 1986.

## نبذة
تدور القصة حول المهندس أحمد الذي يعيش مع أسرته في أحد الفنادق الرخيصة بعد إزالة منزلهم. وبعد أن يصير العيش في الفندق عبء مادي على الأسرة، يقرر أفراد الأسرة العيش في فناء إحدى المقابر، لكنّ الأمر لا ينتهي بهم عند هذا الحد، حيث يتعرضون لعدد كبير من المشاكل والمضايقات، كما يصدر قرار بإزالة ونقل المقابر لإقامة كوبري بالمنطقة فيتقدم أحمد بشكوى للمحكمة التي ترفض الدعوى، فلا يجد أمامه من سبيل غير الإقامة مع أسرته في بهو المحكمة.

## طاقم العمل
- نجلاء فتحي بدور «نبيلة»
- محمود ياسين بدور «أحمد بشير»
- حسن الإمام بدور «عايش عبد القوي عايش» [2]
- نجاح الموجي بدور «خشبة»
- عبد الله فرغلي بدور «عبد المعز باشا»
- نعيمة الصغير بدور «نبوية»
- صابرين بدور «هويدا بشير»

## وصلات خارجية
- مدافن مفروشة للإيجار على موقع الدهليز
- مدافن مفروشة للإيجار على موقع قاعدة بيانات الأفلام العربية